# Empresa Gerencial de Projetos Navais
A Empresa Gerencial de Projetos Navais (EMGEPRON) é uma empresa pública brasileira vinculada ao Ministério da Defesa e subordinada diretamente ao Comando da Marinha do Brasil. Ela define suas funções, além da gerência de projetos, como a “comercialização de produtos e serviços disponibilizados pelo setor naval da indústria da defesa nacional, incluindo embarcações militares, reparos navais, sistemas de combate embarcados, munição de artilharia, serviços oceanográficos e apoio logístico, entre outros”. A EMGEPRON gerencia a Fábrica Almirante Jurandir da Costa Müller (FAJCM), que produz a munição de médio e grosso calibre para os navios da Marinha.
Criada em 1982, a empresa é uma das estatais da base industrial de defesa remanescentes do período entre o final dos anos 60 e início dos anos 80, quando esse setor teve grande expansão. A necessidade imediata era a obtenção de financiamentos privados no exterior, o que a legislação não permitia à Marinha captar. Assim, criou-se uma estatal com personalidade jurídica própria e autonomia administrativa. A construção naval propriamente dita continuou quase exclusivamente sob responsabilidade do Arsenal de Marinha do Rio de Janeiro. A EMGEPRON enveredou para o setor da munição em 1996, quando passou a gerenciar a FAJCM. Além da Marinha, esta fábrica também tem como clientes o Exército Brasileiro, a IMBEL e governos estrangeiros.
As receitas operacionais, conforme o relatório da Marinha de 2012, advinham em cerca de 70% da própria Marinha, 26% de outros parceiros e 1% da exportação. Por ser essencialmente uma prestadora de serviços, a imobilização em ativos permanentes é baixa. Cerca de 70% das despesas eram na capacitação de pessoal, e a empresa é usada pela Marinha na administração de mão-de-obra.
É por meio da EMGEPRON que o governo do Brasil realiza parcerias no campo da marinha de guerra entre nações amigas como o Equador e a Namíbia. Desde sua criação, a empresa tem colaborado para o desenvolvimento e aprimoramento dos projetos da Marinha do Brasil, em especial o submarino nuclear e seu projeto de propulsão no Centro Experimental Aramar.
Entre 27 e 29 de junho de 2018, a EMGEPRON organizou a primeira edição da RIDEX, a Feira Internacional de Defesa sediada no Rio de Janeiro. A feira busca "reunir profissionais das áreas de Defesa, Segurança e Offshore. A intenção é mostrar como as forças armadas evoluíram nas áreas militares e civis, por meio da integração da indústria, com a atividade acadêmica e dos centros de pesquisa e desenvolvimento de tecnologia.", e reuniu mais de 20 delegações estrangeiras.